# العلاقات المالديفية الغينية
العلاقات المالديفية الغينية هي العلاقات الثنائية التي تجمع بين المالديف وغينيا.

## مقارنة بين البلدين
هذه مقارنة عامة ومرجعية للدولتين:
| وجه المقارنة                                              | المالديف       | غينيا       |
| --------------------------------------------------------- | -------------- | ----------- |
| المساحة (كم2)                                             | 298            | 245.86 ألف  |
| عدد السكان (نسمة)                                         | 436.33 ألف     | 12.72 مليون |
| الكثافة السكانية (ن./كم²)                                 | 146.42 ألف     | 51.74       |
| العاصمة                                                   | ماليه          | كوناكري     |
| اللغة الرسمية                                             | اللغة الديفهي  | لغة فرنسية  |
| العملة                                                    | روفيه مالديفية | فرنك غيني   |
| الناتج المحلي الإجمالي (بليون دولار)                      | 4.60 مليار     | 10.50 مليار |
| الناتج المحلي الإجمالي (تعادل القوة الشرائية) بليون دولار | 5.23 مليار     | 15.24 مليار |
| الناتج المحلي الإجمالي الاسمي للفرد دولار أمريكي          | 8.39 ألف       | 531         |
| الناتج المحلي الإجمالي للفرد دولار أمريكي                 | 12.53 ألف      | 1.22 ألف    |
| مؤشر التنمية البشرية                                      | 0.706          | 0.411       |
| رمز المكالمات الدولي                                      | +960           | +224        |
| رمز الإنترنت                                              | .mv            | .gn         |
| المنطقة الزمنية                                           | ت ع م+05:00    | 00          |

## منظمات دولية مشتركة
يشترك البلدان في عضوية مجموعة من المنظمات الدولية، منها:
| علم المنظمة | اسم المنظمة                        | تاريخ انضمام المالديف | تاريخ انضمام غينيا |
| ----------- | ---------------------------------- | --------------------- | ------------------ |
|             | مؤسسة التنمية الدولية              | 13 يناير 1978         | 26 سبتمبر 1969     |
|             | يونسكو                             | 18 يوليو 1980         | 2 فبراير 1960      |
|             | وكالة ضمان الاستثمار متعدد الأطراف | 19 مايو 2005          | 5 أكتوبر 1995      |
|             | الأمم المتحدة                      | 21 سبتمبر 1965        | 12 ديسمبر 1958     |
|             | الاتحاد البريدي العالمي            | ?                     | ?                  |
|             | البنك الدولي للإنشاء والتعمير      | 13 يناير 1978         | 28 سبتمبر 1963     |
|             | منظمة التعاون الإسلامي             | ?                     | ?                  |
|             | منظمة حظر الأسلحة الكيميائية       | ?                     | ?                  |
|             | مؤسسة التمويل الدولية              | 2 فبراير 1983         | 22 أكتوبر 1982     |
|             | منظمة التجارة العالمية             | ?                     | 25 أكتوبر 1995     |
|             | منظمة الشرطة الجنائية الدولية      | ?                     | ?                  |

## وصلات خارجية
- موقع وزارة الخارجية المالديفية